# Ликавка
Ликавка (слч. Likavka) насељено је мјесто са административним статусом сеоске општине (слч. obec) у округу Ружомберок, у Жилинском крају, Словачка Република.

## Становништво
| Година:    | 1994. | 2004.   | 2014.   | 2024.   |
| ---------- | ----- | ------- | ------- | ------- |
| Број људи: | 2870  | 3012    | 3045    | 2846    |
| Разлика:   |       | +4,94 % | +1,09 % | -6,53 % |

| Година:    | 2023. | 2024.   |
| ---------- | ----- | ------- |
| Број људи: | 2898  | 2846    |
| Разлика:   |       | -1,79 % |

Према подацима о броју становника из 2011. године насеље је имало 3.086 становника.